# Monumento a las Hermanas Mirabal
El Monumento a las Hermanas Mirabal es un conjunto conmemorativo ubicado en el municipio de Salcedo, provincia Hermanas Mirabal, República Dominicana. Este monumento rinde homenaje a Patria, Minerva y María Teresa Mirabal, conocidas como Las Mariposas, tres mujeres dominicanas asesinadas el 25 de noviembre de 1960 por órdenes del dictador Rafael Leónidas Trujillo. El lugar se ha convertido en un símbolo nacional de lucha por la libertad, la justicia y los derechos humanos.
El monumento forma parte del Museo Memorial Hermanas Mirabal, el cual fue inaugurado el 8 de diciembre de 1994. Está ubicado específicamente en la casa donde vivieron las hermanas Mirabal durante sus últimos años, en la comunidad de Conuco, en las afueras de Salcedo. Además del mausoleo donde reposan sus restos, el complejo incluye áreas de exposición, jardines conmemorativos, y objetos personales de las hermanas que ilustran su vida familiar y su participación en la resistencia contra la dictadura.
El sitio se ha convertido en un lugar de peregrinación histórica, cultural y educativa tanto para dominicanos como para visitantes internacionales. El 25 de noviembre, declarado como el Día Internacional de la Eliminación de la Violencia contra la Mujer, atrae multitudes que rinden tributo a su memoria. El monumento es gestionado por la Fundación Hermanas Mirabal, presidida por Dedé Mirabal hasta su fallecimiento en 2014, y hoy continúa bajo la administración de familiares y entidades estatales.

## Historia
El Monumento a las Hermanas Mirabal tiene sus raíces en el deseo de preservar la memoria de las tres activistas asesinadas en 1960. Tras el derrocamiento del régimen de Trujillo en 1961, comenzó a gestarse un movimiento para reconocer su legado como mártires de la democracia dominicana. Durante décadas, familiares, amigos y organizaciones civiles reclamaron un espacio digno para su recuerdo.
En 2007, el congreso aprobó el cambio de nombre de la provincia Salcedo a provincia Hermanas Mirabal, como reconocimiento oficial al impacto de las tres mujeres en la historia nacional. Este fue un paso significativo que fortaleció la identidad regional y sentó las bases para el establecimiento de un lugar conmemorativo formal.
El 8 de diciembre de 1994, con apoyo del gobierno dominicano y de organismos internacionales, fue inaugurado el Museo y Monumento a las Hermanas Mirabal en su residencia de Conuco. Esta casa, convertida en museo, fue adaptada para conservar en su interior objetos, cartas, muebles y fotografías que relatan la vida y lucha de las hermanas. Junto a la casa, se construyó un mausoleo donde están enterradas junto a su compañero de lucha, Rufino de la Cruz.
El entorno del monumento fue desarrollado con jardines simbólicos y un camino de esculturas que representan los ideales por los que lucharon las hermanas. Cada elemento del espacio fue diseñado para inspirar reflexión y conciencia histórica, con recorridos guiados y materiales informativos disponibles para los visitantes.
Hoy en día, el monumento es una de las principales atracciones culturales de la región del Cibao. Además de las visitas turísticas, el espacio acoge actos conmemorativos, conferencias, exposiciones temporales y eventos escolares. Su valor patrimonial ha sido reconocido tanto a nivel nacional como internacional, siendo uno de los lugares más significativos de la memoria histórica de la República Dominicana.